# Gracie Allen
Gracie Allen, pseudonimo di Grace Ethel Cecile Rosalie Allen (San Francisco, 26 luglio 1895 – Los Angeles, 27 agosto 1964), è stata un'attrice e comica statunitense.
È una delle più celebri attrici comiche degli anni trenta.

## Biografia
Nata a San Francisco, da bambina lavorò sulle scene col padre, un intrattenitore californiano. Nei primi anni venti, lei e il futuro marito George Burns iniziarono a lavorare come duo comico nel programma radiofonico The Burns & Allen Comedy Show. I due si sposarono nel 1926 a Cleveland. Negli anni trenta il duo partecipò ad alcuni cortometraggi e a film come I sei mattacchioni (1934), Una magnifica avventura (1937), Ritmi a scuola (1938) e Il sosia innamorato (1939). 
Nel 1950 Burns e la Allen intrapresero la carriera televisiva. Considerati tra i pionieri della sitcom familiare grazie allo show The George Burns and Gracie Allen Show, tra il 1955 ed il 1959 i due ottennero sei volte la candidatura ai Premi Emmy per il loro show. Inserita nella Hollywood Walk of Fame, le è inoltre stato dedicato il premio Gracie Awards. Alla fine degli anni cinquanta si ritirò dal mondo dello spettacolo, e morì nel 1964.

## Filmografia parziale

### Cinema
- International House, regia di A. Edward Sutherland (1933)
- College Humor, regia di Wesley Ruggles (1933)
- I sei mattacchioni (Six of a Kind), regia di Leo McCarey (1934)
- We're Not Dressing, regia di Norman Taurog (1934)
- College Holiday, regia di Frank Tuttle (1936)
- Una magnifica avventura (A Damsel in Distress), regia di George Stevens (1937)
- Ritmi a scuola (College Swing), regia di Raoul Walsh (1938)
- Il sosia innamorato (Honolulu), regia di Edward Buzzell (1939)
- The Gracie Allen Murder Case, regia di Alfred E. Green (1939)
- Due ragazze e un marinaio (Two Girls and a Sailor), regia di Richard Thorpe (1944)

### Televisione
- The George Burns and Gracie Allen Show – serie TV, 291 episodi (1950-1958)
- Climax! – serie TV, episodio 2x23 (1956)